# 島津久敬
島津 久敬（しまづ ひさたか、文政12年〈1829年〉 - 慶応4年4月27日〈1868年5月19日〉?）は、幕末の薩摩藩士。今和泉島津家第10代当主島津忠剛の次男。母は島津久丙の娘お幸。幼名・巌熊。通称は又七郎、造酒、主殿。妻は小松清穆の六女。島津忠冬は同母兄、天璋院は同母妹にあたる。
天保11年（1840年）、元服する。嘉永6年（1853年）、永吉島津家の島津久陽の養子に入っている。永吉家は薩摩藩祖にあたる島津義久の弟である島津家久を祖とする。また久陽の妻は祖父（ただし父忠剛の養父である）島津忠喬の妹で、義大叔父にあたる。家督は継がず、藩家老島津登から養嗣子久籌を迎えている。
永吉島津家の系図には「慶応4年没、廃嫡。実は永吉で余生を送る」とあるが、安政2年にすでに久籌の家督が承認されているため、本当に慶応4年に没したとも。